# Psoralea argophylla
Psoralea argophylla är en ärtväxtart som beskrevs av Frederick Traugott Pursh. Psoralea argophylla ingår i släktet Psoralea och familjen ärtväxter. Inga underarter finns listade i Catalogue of Life.

## Bildgalleri

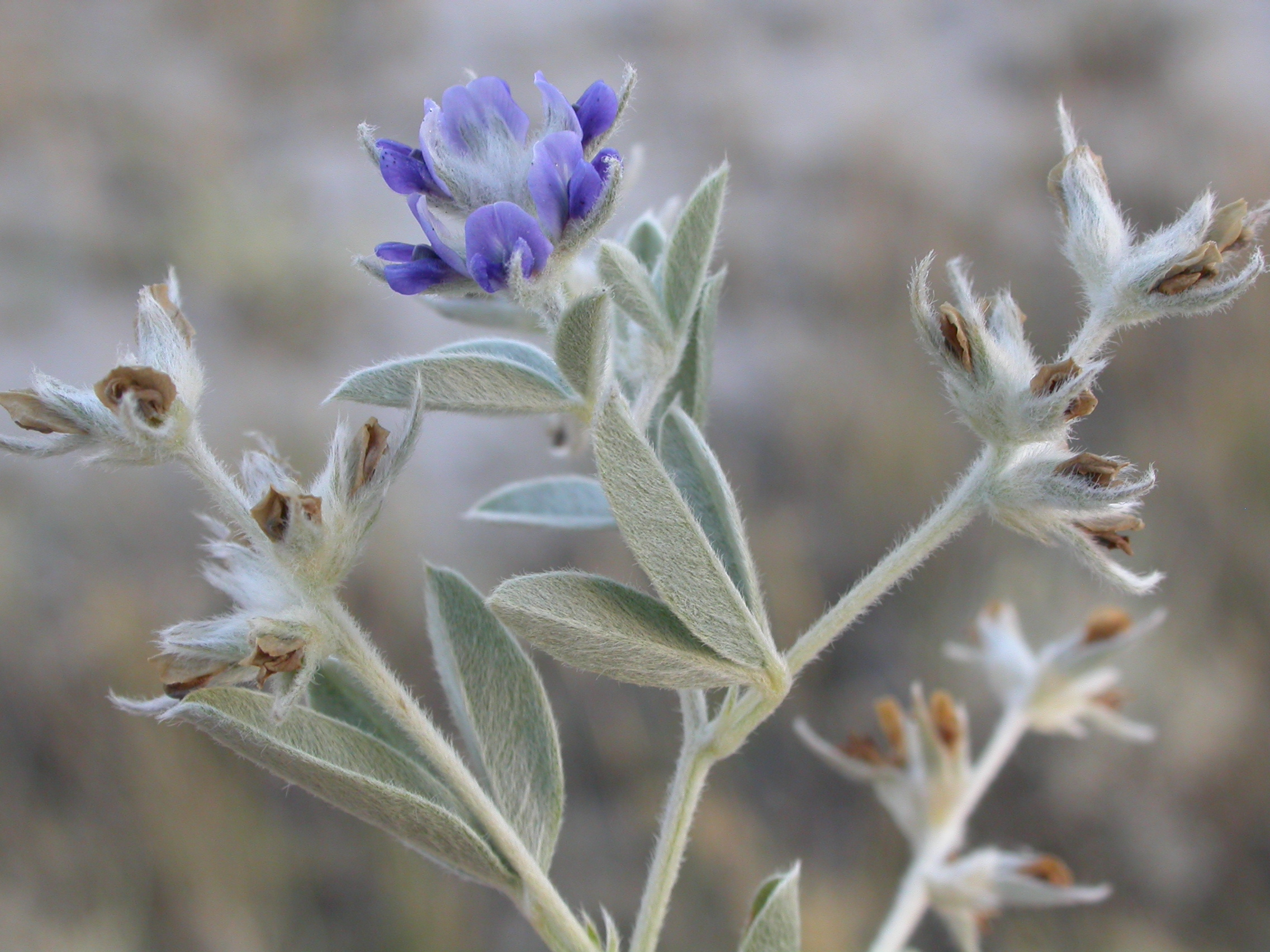
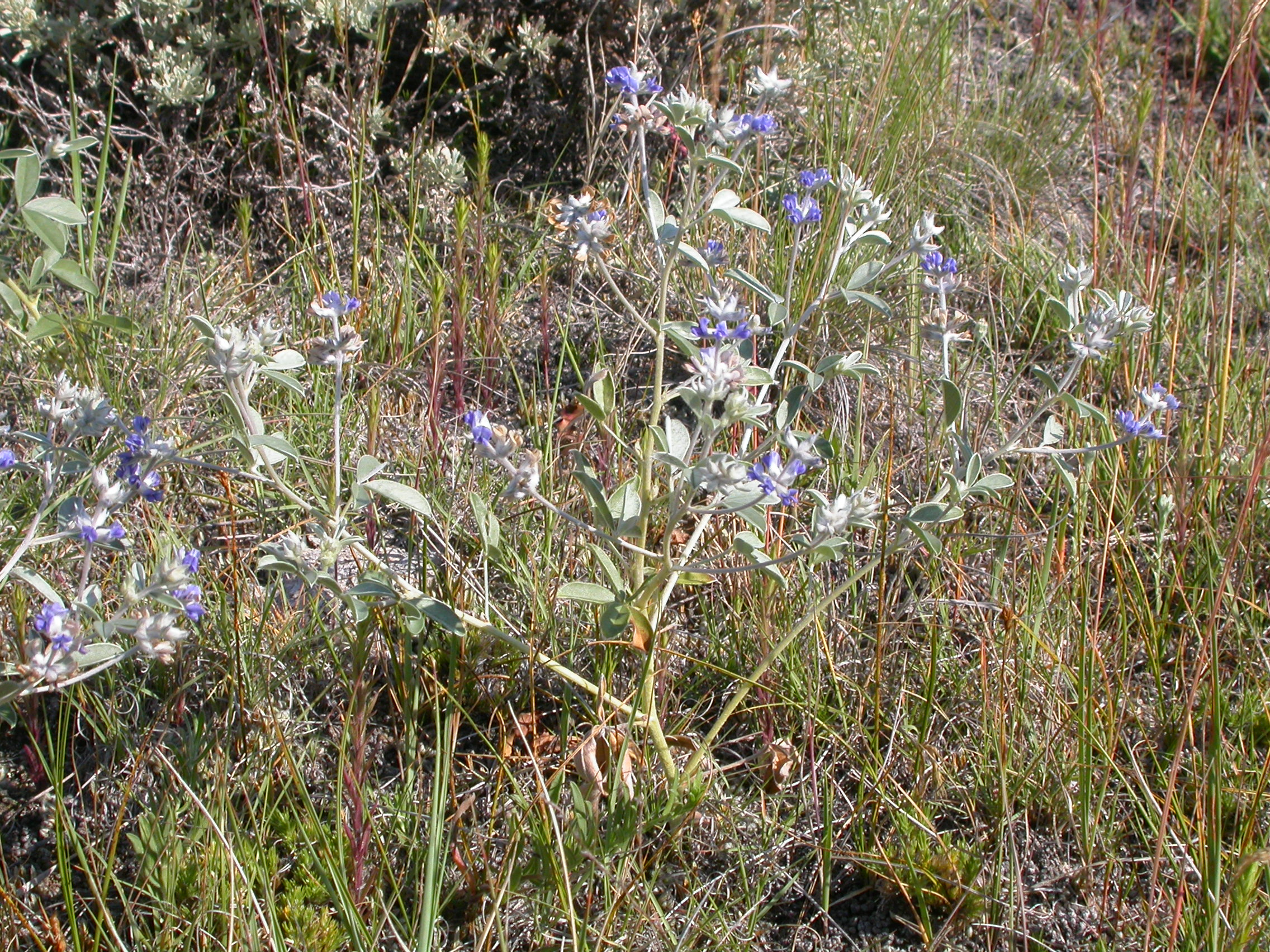
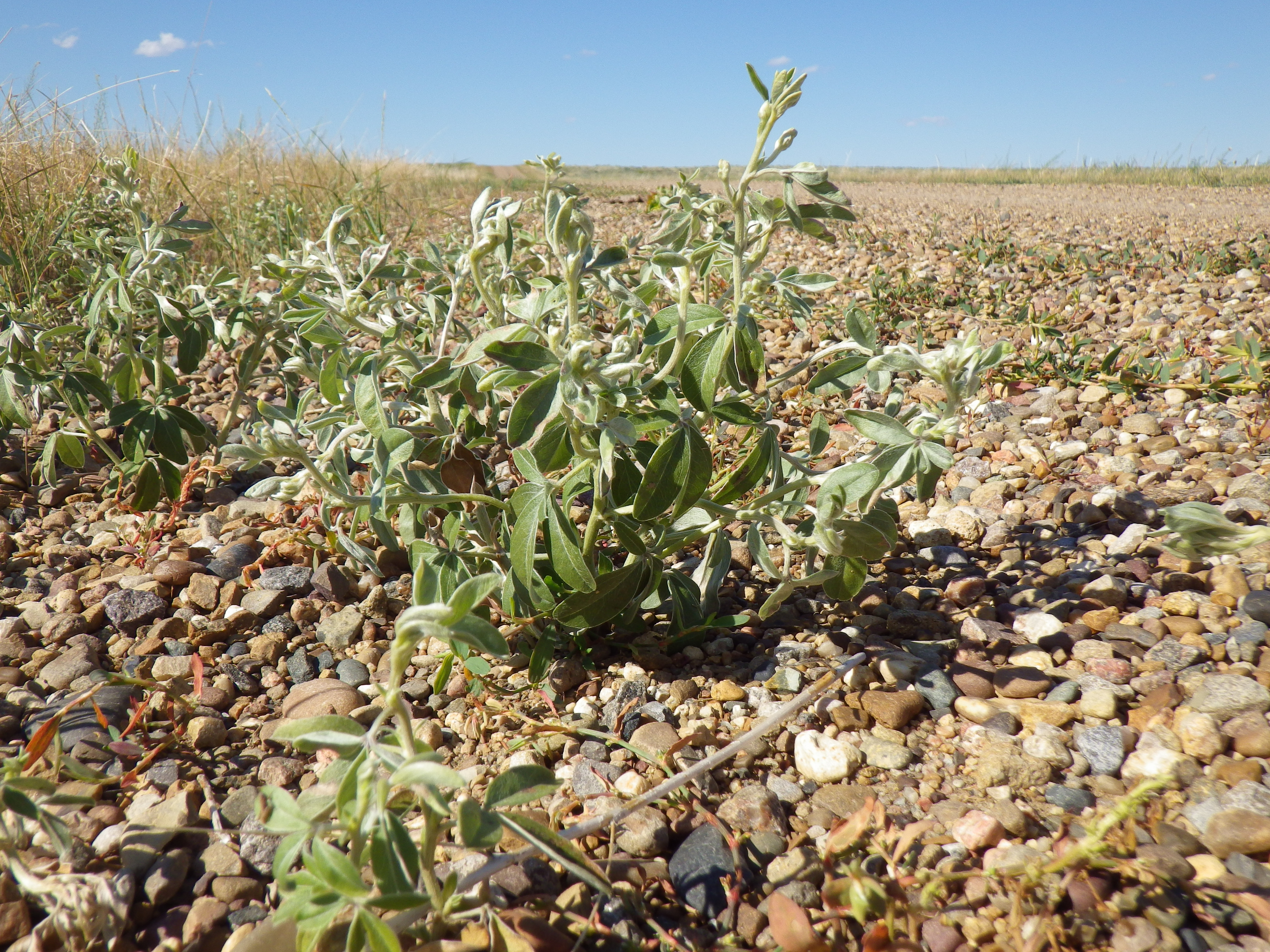